# Graafschap Meurs
Het graafschap Meurs (nu Duits Moers of Mörs) was van 1160 tot 1702 een tot de Nederrijns-Westfaalse Kreits behorend klein land binnen het Heilige Roomse Rijk. Van 1702 tot 1794 was het een vorstendom, geheel afhankelijk van Pruisen. Het was gelegen op de linkeroever van de Nederrijn en omvatte de stad Moers en omgeving, met daarbij ook Krefeld en het Kasteel Krakau. Noch als graafschap noch als vorstendom bezat het een zetel in de rijksvorstenraad van de Rijksdag.

## Geschiedenis

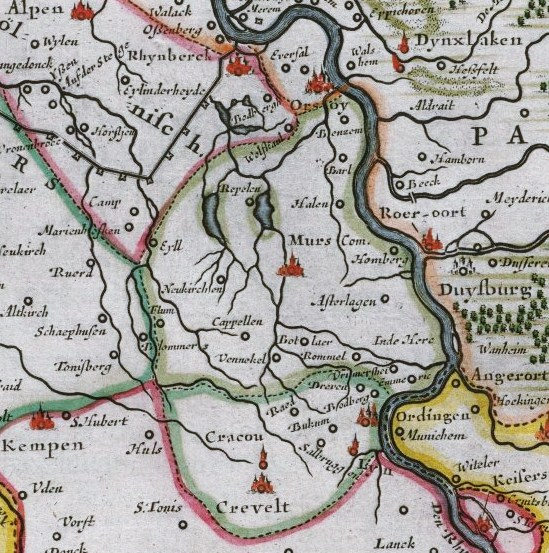
Meurs in 1635; linksonder Huls (Hüls), gedeeltelijk bij Meurs, gedeeltelijk Kuurkeuls

Moers wordt in de negende eeuw voor het eerst vermeld in een register van de Abdij van Werden. Sinds 1186 zijn er heren van Moers bekend. Sinds 1250 is het een leen van het graafschap Kleef.
Ten gevolge van het huwelijk van Frederik III met Walburga van Saarwerden wordt in 1376 het graafschap Saarwerden verworven. Van zijn moeder Elizabeth van Zuilen erft Frederik in 1380 ook de heerlijkheid Baer in Gelderland. Sinds 1397 noemt hij zich graaf van Moers.
Het geslacht deelt zich in 1417 in drie takken:
- Moers (uitgestorven in 1578)
- Saarwerden (uitgestorven in 1527)
- Baer (uitgestorven in 1456)

Over Vincent van Moers wordt in 1493 de rijksban (Duits: Reichsacht, een soort vogelvrijverklaring) uitgesproken. Hij schenkt het graafschap dan aan Willem van Wied, de man van zijn kleindochter Margaretha van Moers. In 1498 herroept Vincent de schenking, waarop in 1500 de graven uit de tak Saarwerden zich meester maken van Moers. In 1510 komt het weer in bezit van Willem van Wied. Op 13-5-1516 sluit hij een overeenkomst met de keizer.
Anna van Wied, de dochter van Willem en Margaretha van Moers huwt graaf Willem van Nieuwenaar, waardoor het graafschap in die familie komt. Ten gevolge van het testament van Walburga van Nieuwenaar komt het graafschap na het uitsterven van de graven in 1578/1600 aan Filips Willem van Oranje. Walburga was de weduwe van de graaf van Horne, die in 1568 werd onthoofd te Brussel. De hertog van Kleef maakt als leenheer ook aanspraken op het graafschap.
Nadat het huis Oranje-Nassau met Willem III van Oranje op 19 maart 1702 is uitgestorven komt het als erfenis aan de koning van Pruisen. In zijn functie van hertog van Kleef heeft hij ook als leenheer rechten op het graafschap. Op 6 mei 1705 wordt het graafschap verheven tot vorstendom. In 1723 vestigt Pruisen er een regeringszetel. Nadat het graafschap in 1795 is ingelijfd door Frankrijk, voegt het congres van Wenen in 1815 Moers weer bij Pruisen.

## Heersers

Frederik IV van Meurs (1392-1448)

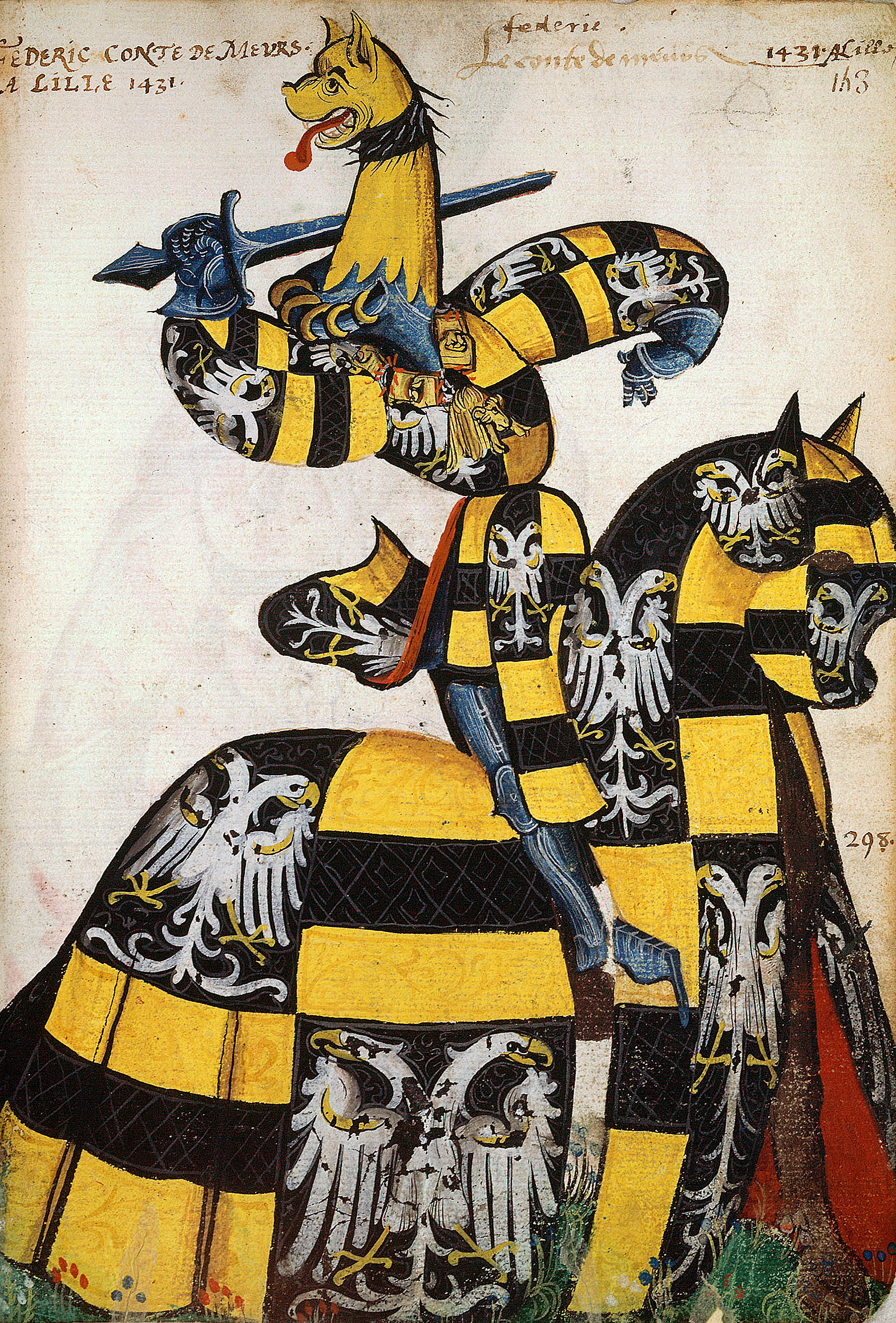
Frederik IV van Meurs (1392-1448)

| regering      | naam                  | geboren    | overleden  | familie                                 |
| ------------- | --------------------- | ---------- | ---------- | --------------------------------------- |
| 1295/1303-346 | Dirk IV               | voor 1307  | 15-2-1346  |                                         |
| 1346-1356     | Frederik II           | voor 1346  | 6-6-1356   | zoon                                    |
| 1346-1365/72  | Dirk V                | voor 1346  | 1365/71    | broer                                   |
| 1372-1417     | Frederik III          | circa 1355 | na 1417    | zoon                                    |
| 1392-1448     | Frederik IV           | voor 1392  | 11-7-1448  | zoon                                    |
| 1417-1431     | Jan I                 | voor 1418  | 2-7-1431   | broer                                   |
| 1432-1499     | Vincent               | voor 1438  | 30-4-1499  | zoon van Frederik IV                    |
| 1431-1483     | Jacob I               | voor 1447  | 1483       | zoon van Jan I                          |
| 1499-1507     | Jan II                |            | 14-3-1507  | zoon                                    |
| 1507-1510     | Jacob II              |            | 1518       | broer                                   |
| 1510-1519     | Willem van Wied       | circa 1475 | 1519/26    | echtgenoot van Margaretha van Moers     |
| 1519-1553     | Willem van Nieuwenaar |            | na 1553    | schoonzoon                              |
| 1553-1578     | Herman                | 1514       | 4-12-1578  | zoon                                    |
| 1578-1600     | Walburga              | 1522       | 25-5-1600  | zuster                                  |
| 1600-1618     | Filips Willem         |            | 1618       | van Oranje                              |
| 1618-1625     | Maurits               |            | 1625       | halfbroer                               |
| 1625-1647     | Frederik Hendrik      |            | 1647       | halfbroer                               |
| 1647-1650     | Willem II             |            | 1650       | zoon                                    |
| 1650-1702     | Willem III            |            | 1702       | zoon                                    |
| 1707-1713     | Frederik I            | 11-7-1657  | 25-2-1713  | Pruisen, Kleinzoon van Frederik Hendrik |
| 1713-1740     | Frederik Willem I     | 14-8-1688  | 31-5-1740  | zoon                                    |
| 1740-1786     | Frederik II           | 24-1-1712  | 17-8-1786  | zoon                                    |
| 1786-1797     | Frederik Willem II    | 25-9-1744  | 16-11-1797 | zoon van broer                          |
| 1797-1801     | Frederik Willem III   | 3-8-1770   | 7-6-1840   | zoon                                    |